# Burok
Burok (auch: Burokku-tō, Burokku) ist ein Motu des Rongelap-Atolls der pazifischen Inselrepublik Marshallinseln.

## Geographie
Burok liegt an der südwestlichen Ecke des Riffsaums, sie ist 8 km entfernt vom nordwestlich gelegenen Motu Pokoreppu und knapp drei Kilometer entfernt vom östlich gelegenen Arugaren.
Die Insel selbst hat in etwa einen tropfenförmigen Grundriss und zieht sich in einem kurzen Bogen entlang der Riffkrone von Norden nach Südosten. Die Insel ist unbewohnt und seit dem Kernwaffentest der Bravo-Bombe atomar verseucht.